# Маранца (Болцано)
Маранца је насеље у Италији у округу Болцано, региону Трентино-Јужни Тирол.
Према процени из 2011. у насељу је живело 507 становника. Насеље се налази на надморској висини од 1433 м.